# Keith Braxton
Keith Lee Braxton (* 16. Mai 1997) ist ein US-amerikanischer Basketballspieler.

## Werdegang
Der aus Glassboro im US-Bundesstaat New Jersey kommende Braxton war von 2016 bis 2020 Stammspieler an der Saint Francis University, stand in 126 von 130 Einsätzen in der Anfangsaufstellung und fiel durch Vielseitigkeit auf. Er erzielte im Durchschnitt 15,9 Punkte und 8,9 Rebounds je Begegnung.
Sein erster Verein im bezahlten Basketballsport war der israelische Zweitligist Maccabi Maʿale Adummim. Im Sommer 2022 wurde Braxton von Belfius Mons-Hainaut aus Belgien verpflichtet. Für die Belgier erzielte er im Laufe der Saison 2022/23 im Mittel 12,6 Punkte sowie 5,9 Rebounds je Begegnung.
Ende Dezember 2023 nahm er ein Angebot des schwedischen Erstligisten Jämtland Basket an. Zur Saison 2024/25 wechselte Braxton zum deutschen Zweitligisten VfL SparkassenStars Bochum. Er wurde als bester Spieler der Zweitliga-Saison 2024/25 ausgezeichnet, nachdem er 36 Spielen im Durchschnitt 19,5 Punkte je Begegnung erzielt hatte.
In der Sommerpause 2025 nahm Braxton ein Angebot des Bundesliga-Aufsteigers Science City Jena an.